# 窄叶猪笼草
窄叶猪笼草（学名：Nepenthes stenophylla）是婆罗洲特有的热带食虫植物。其种加词“Stenophylla”意为“窄叶的”。其漏斗状的捕虫笼可高达25厘米。其在《世界自然保护联盟濒危物种红色名录》中被列为无危物种。窄叶猪笼草被归入“大猪笼草系”中，其中还包括博世猪笼草（N. boschiana）、陈氏猪笼草（N. chaniana）、附生猪笼草（N. epiphytica）、艾玛猪笼草（N. eymae）、法萨猪笼草、暗色猪笼草（N. fusca）、克洛斯猪笼草（N. klossii）、大猪笼草（N. maxima）、宽唇猪笼草（N. platychila）和佛氏猪笼草（N. vogelii）。
其种加词“stenophylla”来源于希腊文“steno”和“phylla”，意为“狭窄的叶片”，指其叶片的形状。

## 假猪笼草
自假猪笼草（N. fallax）首次被描述后，其与窄叶猪笼草之间就存在许多争议。除笼盖外，假猪笼草的大部分与窄叶猪笼草类似；假猪笼草的模式标本具圆形的笼盖，而窄叶猪笼草较窄。窄叶猪笼草的原始描述基于一棵由种子发育而来的植株，其种植于英国的温室中。所以狭长的笼盖可能是因人工种植造成的异常特征。
在B·H·丹瑟的开创性著作《荷属东印度群岛的猪笼草科植物》中认为假猪笼草其实是窄叶猪笼草的一个同物异名。这一观点也可得了之后大多数学者的支持。简·斯洛尔（Jan Schlauer）考虑到区分这两个类群仅基于笼盖形态的不同。他怀疑最初命名为窄叶猪笼草的类群可能是之后被命名的法萨猪笼草（N. faizaliana）。
假猪笼草在《世界自然保护联盟濒危物种红色名录》中的保护状况为易危。

## 自然杂交种
- N. fusca × N. stenophylla[16]
- N. lowii × N. stenophylla[5]
- N. rajah × N. stenophylla[5]
- N. reinwardtiana × N. stenophylla[5]
- N. stenophylla × N. tentaculata[5]
- N. stenophylla × N. veitchii[5]

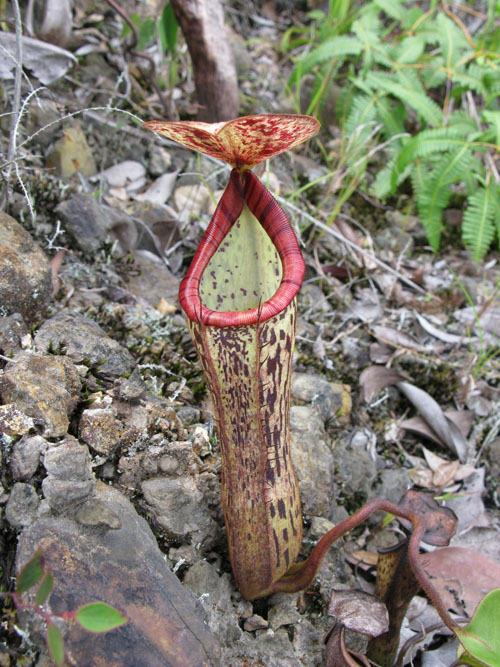
暗色猪笼草与窄叶猪笼草的自然杂交种
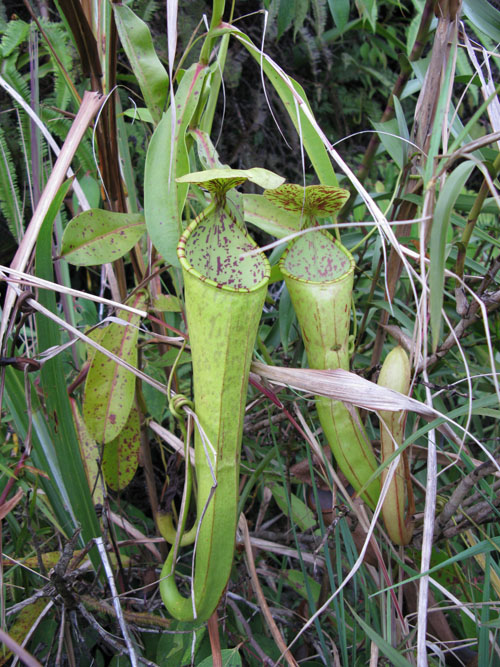
两眼猪笼草与窄叶猪笼草的自然杂交种

## 扩展阅读
- 原生地中窄叶猪笼草的照片
- 食虫植物照片搜寻引擎中窄叶猪笼草的照片 （页面存档备份，存于）

 维基共享资源上的相關多媒體資源：窄叶猪笼草